# Nguyễn Thị Rành
Nguyễn Thị Rành (1900 - 1979) là 1 nữ du kích Củ Chi, được nhà nước phong tặng danh hiệu Anh hùng Lực lượng Vũ trang Nhân dân (1978), truy tặng danh hiệu Bà mẹ Việt Nam anh hùng (1994). Bà thường được biết đến với những tên gọi thân thương như "Má Tám Trầu", "Bà Má Củ Chi", "Bà Má Dũng Sĩ". Gia đình bà có tám con trai và 2 cháu đều là liệt sĩ qua 2 cuộc kháng chiến chống Pháp và chống Mỹ.

## Tiểu sử
Nguyễn Thị Rành sinh ra trong 1 gia đình có truyền thống cách mạng tại xóm Đìa, ấp Trại Đèn, xã Phước Hiệp, huyện Hóc Môn, tỉnh Gia Định (nay là Thành phố Hồ Chí Minh). Năm 1913, cha của bà bị thực dân Pháp đày ra Côn Đảo vì tội "làm quốc sự cho phong trào Thiên Địa Hội", sau đó biệt tích tại đây. Sau đó lần lượt đến mẹ và anh trai bà cũng qua đời vì cuộc sống thiếu thốn. Bà bị bắt đến nhà xã trưởng làm ở đợ cho đến năm 18 tuổi
Năm 1918, bà lập gia đình với thầy giáo Nguyễn Văn Cầm (Tám Cầm) ở ấp Bàu Công, xã Tân Mỹ, huyện Đức Hòa, tỉnh Long An. Hai năm sau đó, bà hạ sinh người con trai cả Nguyễn Văn Dúng và theo chồng về tiếp quản một trường học ở miền Tây. Năm 1941, chồng bà quyết định nghỉ dạy để có điều kiện hoạt động cách mạng và đứng vào hàng ngũ Việt Minh.
Gia đình bà, bốn đời tham gia đánh giặc cứu nước. Qua hai cuộc kháng chiến chống Pháp và kháng chiến chống Mỹ, bà đã cống hiến cho Tổ quốc 8 người con trai: Nguyễn Văn Dúng (1920 - 1947) - Xã đội trưởng Phước Hiệp; Nguyễn Văn Sóc (1926 - 1954) - Tiểu đội trưởng đặc công;  Nguyễn Văn Vé (1932 - 1959); Nguyễn Văn Hè (1935 - 1967);  Nguyễn Văn Huội (1938 - 1968); Nguyễn Văn Sướng (1939 - 1968); Nguyễn Văn Nâng (1940 - 1967); Nguyễn Văn Luông (1942 - 1969) và hai cháu: Cháu nội Nguyễn Văn Rưng (1939 - 1967) - Tiểu đội phó; Cháu ngoại Huỳnh Văn Cường (1948 - 1970).
Trong kháng chiến chống Mỹ, bà là cơ sở bí mật của cách mạng, là dân quân của xã, bám trụ ở Củ Chi. Bà đã đào hầm nuôi giấu hàng trăm cán bộ, cất giấu vũ khí, tiếp tế cho du kích, động viên con cháu vào bộ đội, tham gia đấu tranh chính trị trực diện với quân địch. Sau đó, bà bị địch bắt và tra tấn dã man, giam lỏng trong nhiều ngày liền nhằm gây sức ép buộc các con trai của bà ra đầu hàng, nhưng không thu được kết quả gì nên đành thả tự do cho bà.
Ngày 26 tháng 1 năm 1979, bà Nguyễn Thị Rành đã mất vì tuổi cao, sức yếu.

## Vinh danh
Ngày 6 tháng 1 năm 1978, bà được Chủ tịch nước phong tặng danh hiệu Anh hùng lực lượng vũ trang nhân dân .
Năm 1983, AHLLVTNT Nguyễn Thị Rành cùng chồng là nhà giáo yêu nước Nguyễn Văn Cầm được truy tặng Huân chương Độc lập hạng Nhất
Năm 1994, bà được truy tặng danh hiệu Bà mẹ Việt Nam anh hùng

## Tưởng niệm
Ngay sau khi qua đời, bà được dựng tượng trước Bảo tàng Phụ nữ Nam Bộ. Tên của bà cũng được đặt cho một trạm y tế và một con đường (dài gần 20 km, bắt đầu từ ngã rẽ quốc lộ 22 thuộc ấp Bàu Tre, xã Tân An Hội, lần lượt đi qua xã Trung Lập Hạ, Nhuận Đức, An Nhơn Tây và kết thúc tại đầu tỉnh lộ 15 thuộc xã Phú Mỹ Hưng).tại huyện Củ Chi.
Tại Đại hội Đại biểu phụ nữ thành phố nhiệm kỳ 2011 – 2016 đã thống nhất chọn công trình Nhà tưởng niệm Nguyễn Thị Rành là một trong sáu công trình trọng điểm của Nghị quyết Đại hội phụ nữ thành phố lần thứ IX, nhiệm kỳ 2011 – 2016. Công trình được xây dựng tại quê hương của bà và được khởi công xây dựng ngày 21 tháng 7 năm 2012, khánh thành vào ngày 31 tháng 1 năm 2013. Tổng diện tích khu đất 1.109,3m2. Công trình gồm các hạng mục: diện tích Nhà tưởng niệm 106,2m2, diện tích nhà ở của gia đình má 79,38m2, diện tích sân vườn 923,72m2. Tổng mức đầu tư công trình hơn 3,5 tỷ đồng do cán bộ, hội viên Hội liên hiệp phụ nữ 24 quận, huyện, các đơn vị và nhà hảo tâm đóng góp.